# HD 60345
HD 60345，又名CD-24 5566，SAO 173987、HR 2900，是一颗恒星，视星等为5.85，位于銀經239.51，銀緯-2.54，其B1900.0坐标为赤經7h 28m 58.9s，赤緯-24° -2.54′ 45″。